# Voorhees (gruppo musicale)
I Voorhees sono un gruppo hardcore punk formatosi a Durham nel 1990 e scioltosi nel 2001, dopo uno svariato numero di tour e album pubblicati. La band è ufficialmente tornata in attività nel 2012.

## Storia
I Voorhees vennero formati dai membri di molte band minori (Steadfast, Know Your Enemy, False Face, The MacDonalds). La formazione iniziale prevedeva Ian Leck alla voce, Sean Readman alla chitarra, Darrell Hindley alla chitarra ritmica, David Brown al basso e Gary Cousins alla batteria. Essi si esibirono per la prima volta nel Rowing Club a Durham nel mese di Settembre 1991. L'anno dopo registrarono una demo intitolata "Violent..." in audiocassetta (della quale vennero prodotte 50 copie) e fecero un tour con i Slapshot. In questo periodo l'AWA Records si interessa al gruppo, pubblicando tutti gli altri album. Seguono diversi tour, il più importante fu quello a Minneapolis.
I Voorhees registrarono il loro ultimo album in 6 settimane e si sciolsero poco dopo.
Nell'ottobre 2004 il gruppo si riunisce per un solo tour a Liverpool.

## Formazione
- Ian Leck - voce
- Richard Armitage - chitarra
- James Atkinson -chitarra ritmica
- Steve Stewart - basso
- Dave Allen - batteria

## Discografia

### Album studio
- Everybody's Good at Something... Demo Tape - 1992
- Fowlers Yard Demo Tape - 1993
- Violent 7" - 1993
- Everybody's Good at Something... Except Us! 7" - 1994
- Spilling Blood Without Reason - 1994
- Gimmie, Gimmie, Gimmie - 1995
- Smiling at Death - 1996
- What You See Is What You Get 7" - 1997
- Fireproof 7" - 1998
- Armed With Anger - 1998
- Devoid of Faith - 1999
- Devoid of Faith - Coalition / Gloom - 1999
- Kill Your Idols 2000 - 2000
- Blackfish - 2000
- Deranged - 2001
- Crystal Lake's Legacy - 2001
- Spilling Blood Without Reason - 2001
- Reissue - 2002
- The Final Chapter - 2008

### Raccolte
- Consolidation 7" - 1992
- Illiterate 12" - 1993
- All For One... One For All - 1995
- Endless Struggle: The Worst of the 1 in 12 Club vol. 12/13 2x12 - 1995
- The Boredom & the Bullshit - 1995
- Strictly Ballroom 7" - 1996
- A Means to an End 12" - 1997
- Reproach - 1998
- Decade of Dissidence - 1999
- Hurt Your Feelings - 2001
- Indecision Records Split Series - 2001
- Off Target  - 2004
- The Bitter Days Ahead - 2005